# Szabó László (kézilabdázó, 1955–2017)
Szabó László (Makó, 1955. szeptember 21. – Makó, 2017. november 29.) világbajnoki ezüstérmes magyar kézilabdázó.

## Életpályája
Makón a József Attila Gimnáziumban tanult.

## Sportpályafutása

### Klubcsapatban
1972–1977 és 1978–1984 között a Szegedi Volán SC kézilabdázója volt. Közben, 1977–1978 között a Bp. Honvédban szerepelt. 1985–1986 között a SZEOL-Délép SC játékosa volt. 1987–1988 között az osztrák HC Bärnbach, 1988–1990 között a nyugatnémet TV Bürgstadt csapatában szerepelt.

### A válogatottban
1977–1988 között 209 alkalommal szerepelt a magyar válogatottban és 374 gólt szerzett. Részt vett az 1980-as moszkvai és az 1988-as szöuli olimpián. Mindkét tornán negyedik lett a csapattal. Tagja volt az 1986-os svájci világbajnokságon ezüstérmet szerzett válogatottnak.
Edzői voltak többek közt: Kővári Árpád, Buday Ferenc, Boros Gy. László, Ludányi Márton és Giricz Sándor.

## Sikerei, díjai

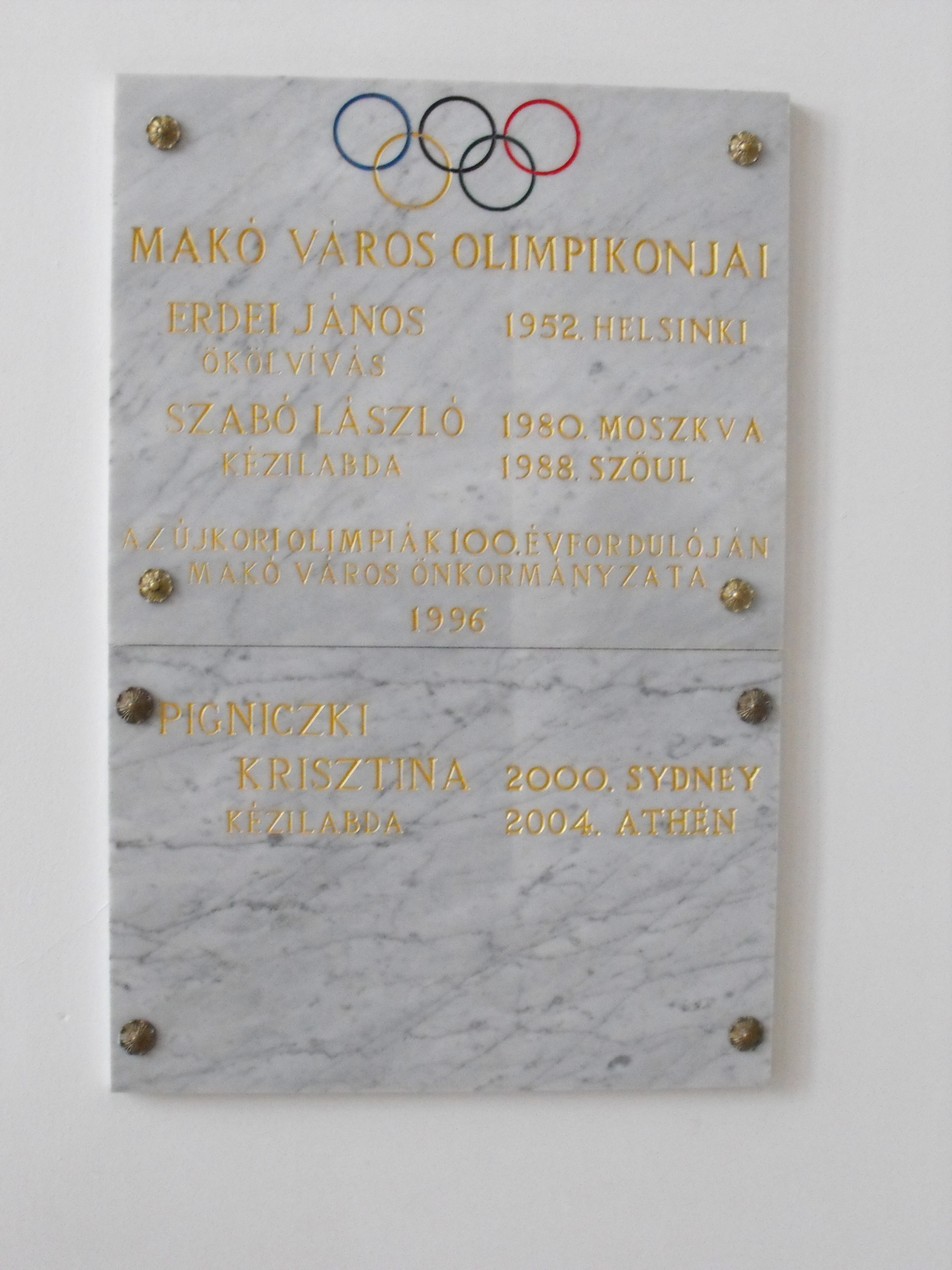
Szabó László a Makó város olimpikonjai között

Magyarország
- Világbajnokság
  - ezüstérmes: 1986, Svájc

 Bp. Honvéd
- Magyar bajnokság
  - bajnok: 1977

 Szegedi Volán SC
- Magyar bajnokság
  - 3.: 1979, 1983
- Magyar Népköztársasági Kupa (MNK)
  - győztes: 1982

 HC Bärnbach
- Osztrák kupa
  - döntős: 1987

## Emlékezete
2023. augusztus 31-től az ő nevét viseli az új makói kézilabdacsarnok (Szabó "Sonka" László makói kézilabdacsarnok).